# Kiril I.
Patrijarh moskovski i sve Rusije Kiril I. (svjetovno Vladimir Mihajlovič Gundjajev; Sankt-Peterburg, Rusija, 20. studenoga 1946.) je vrhovni predsjedatelj Ruske pravoslavne crkve.

## Životopis
Diplomirao je na duhovnoj bogosloviji u Sankt-Peterburgu 1965. godine. Postao je svećenik i monah 1969.; diplomirao je na duhovnoj akademiji u Sankt-Peterburgu 1970. godine.
Dana 14. ožujka 1976. postavljen je za episkopa Viborga. Godine 1977. izabran je za arhiepiskopa. Postao je arhiepiskop smolenski i vjazemski 14. prosinca 1984., a u travnju 1984. — arhiepiskop smolenski i kaliningradski.
Dana 20. studenoga 1984. postao je predsjednik Odsjeka vanjskih crkvenih odnosa Ruske pravoslavne crkve. Izabran je za mitropolita 25. veljače 1991.

### Kontroverze
S patrijarhom se povezuju i neke kontroverze, neki čak navode da je i bivši agent KGB-a.
Također podržava Putina te je 2022. podržao rusku invaziju na Ukrajinu.

## Patrijarh
Nakon smrti patrijarha Aleksija II. (5. prosinca 2008.), izabran je za novog patrijarha Ruske pravoslavne crkve 27. siječnja 2009.
Mitropolit Kiril dobio je 508, odnosno 72 %, glasova, dok je drugi kandidat mitropolit kaluški i borovski g. Kliment dobio 169 glasova, odnosno 24 %. Ukupan broj punopravnih glasača bio je 702, a da bi novi patrijarh bio izabran, kandidat je morao osvojiti više od polovine glasova. Mitropolit Minska i sve Bjelorusije g. Filaret, koji je bio treći kandidat, dva sata prije glasanja povukao se iz izbora, u korist mitropolita Kirila.
Ustoličen je u Hramu Krista Spasitelja u Moskvi.

## Vanjske poveznice
|  | Zajednički poslužitelj ima još gradiva o temi Kiril I. |